# 陳秋貞
陳秋貞（原名陳氏秋貞），是一位越南裔台灣人女性演員。她出生於越南社會主義共和國的隆安省，嫁給台灣男性並歸化中華民國國籍。2015年9月以公視「人生劇展」《浪子單飛》一劇獲得第50屆金鐘獎「迷你劇集電視電影女配角獎」。

## 演出

### 電影
- 2010年：《黑貓大旅社》飾 阿南
- 2012年：《候鳥來的季節》飾 伍靜
- 2013年：《月光森林》飾 玉梅母親

### 電視劇
- 2007年：公視《別叫我外籍新娘》飾 黎氏翠華
- 2014年：公視人生劇展《浪子單飛》飾 陳氏秋蘭
- 2014年：客家電視《出境事務所》飾 秋貞（第5集）